# 개오지
개오지(학명: Cypraeidae)는 개오지과에 속하는 복족류의 총칭으로 전 세계에 200여 종이 분포한다.
길이는 1.5 ~ 15cm이고 화려하고 광택이 나는 껍데기로 둘러싸여 있다. 밑으로 길고 좁게 째진 틈이 있는데 이것을 각구라고 한다. 각구 양쪽으로 여러 개의 작은 돌기가 이빨처럼 나 있다. 주로 해조류·해면을 먹고 식물이나 작은 동물을 먹는 종도 있다. 옛날에 중국, 인도, 아프리카 등지에서는 화폐로 사용되기도 했다. 한국에는 20종이 알려져있다. 열대-온대 지역에 분포하기 때문에 국내에는 쿠류시오 난류의 간접 영향을 받는 제주도에 많이 분포한다.(가끔 서해, 동해, 남해에도 서식하는 모습을 보여준다.) 살아있을 때 외투막으로 껍데기를 감싸기 때문에 보존된 패각의 광택과 아름다운 형태와 무늬로 조개수집가들 사이에서 가장 인기많은 과 중 하나이다.
| 국내 서식 기록종 목록     |                  |
| Erronea onyx              | 마노석개오지     |
| Luria isabella            | 검은점줄개오지   |
| Lyncina carneola          | 홍옥수개오지     |
| Lyncina vitellus          | 제주개오지       |
| Mauritia arabica asiatica | 아라비아개오지   |
| Melicerona felina         | 고양이개오지     |
| Monetaria annulus         | 노랑테두리개오지 |
| Monetaria caputserpentis  | 별개오지         |
| Monetaria moneta          | 돈개오지         |
| Naria boivinii            | 젖빛개오지       |
| Naria erosa               | 은하수개오지     |
| Naria helvola             | 처녀개오지       |
| Naria labrolineata        | 눈송이개오지     |
| Naria miliaris            | 함박눈송이개오지 |
| Palmadusta artuffeli      | 노랑개오지       |
| Purpuradusta fimbriata    | 보라끝개오지     |
| Purpuradusta gracilis     | 점박이개오지     |
| Staphylaea limacina       | 흰점보라개오지   |
| Staphylaea staphylaea     | 흰점진보라개오지 |
| Talostolida teres         | 뾰족개오지       |

1. 1 2  환경부 (2023). 《국가생물종목록》.